# Brusnik (Pakrác)
Brusnik falu Horvátországban Pozsega-Szlavónia megyében. Közigazgatásilag Pakráchoz tartozik.

## Fekvése
Pozsegától légvonalban 35, közúton 47 km-re északnyugatra, községközpontjától légvonalban 4, közúton 9 km-re keletre, Nyugat-Szlavóniában, a Psunj-hegység nyugati részén, a Brusnica-patak völgyében fekszik.

## Története
A falu területe már a római korban is lakott volt. Ennek bizonyítéka az 1913 áprilisában Stojan Dreković földjén talált, sárga homokkőből faragott, díszes, pártázatos sírkőlap, melyet ma a zágrábi régészeti múzeum őriz. A sírkövet felirata szerint a IV. Flavius Antoninianus legio katonájának, Aurelius Nasonisnak és családtagjainak állították. A legio Marcus Antonius és Septimus Severus császárok idejében állomásozott ezen a területen, tehát a 2. és 3. század fordulójáról származik. Lelőhelyét Sokač-Štimac régész a ma Selištének nevezett hellyel azonosította. A lelőhely környékén a bozóttal benőtt domboldalakon sok kötöredéket találtak. Közülük a legjelentősebb egy ugynacsak sárga homokkőből faragott oszloptalapzat, mely mellett sok faragott kőtöredéket is találtak. A leletekből a szakemberek arra következtettek, hogy itt egykor egy római villagazdaság épületei álltak.
A 17. század végétől a török kiűzése után a területre folyamatosan telepítették be a keresztény lakosságot. Ide pravoszláv vlachok települtek lehet, hogy már a korábban is létezett szomszédos településekről. Nevét puszta személynévből, első lakójáról kaphatta. 1698-ban a török uralom alól felszabadított települések összeírásában a szomszédos Kusonje faluban említenek egy Radovan Brusnik nevű lakost.
Az első katonai felmérés térképén „Dorf Brusnik” néven találjuk. Lipszky János 1808-ban Budán kiadott repertóriumában „Brusznik” néven szerepel. Nagy Lajos 1829-ben kiadott művében „Brusznik” néven összesen 48 házzal, 292 ortodox vallású lakossal találjuk.
A településnek 1857-ben 280, 1910-ben 362 lakosa volt. 1910-ben a népszámlálás adatai szerint teljes lakossága szerb anyanyelvű volt. Pozsega vármegye Pakráci járásának része volt. Az első világháború után 1918-ban az új szerb-horvát-szlovén állam, majd később (1929-ben) Jugoszlávia része lett. 1991-ben lakosságának 99%-a szerb nemzetiségű volt. A délszláv háború idején kezdettől fogva szerb ellenőrzés alatt volt. A horvát hadsereg 127. dandárjának alakulatai 1991. december 24. és 29. között foglalták vissza a falut a szerbektől. A hadművelet során a Brusnik környéki harcokban 12 horvát katona esett el. Később derült ki, hogy fogságba estek, majd valamennyiüket megkínozták és kivégezték. Kivégzésük helyén emlékmű áll. 2011-ben 19 lakosa volt.

## Lakossága
| Lakosság változása | Lakosság változása | Lakosság változása | Lakosság változása | Lakosság változása | Lakosság változása | Lakosság változása | Lakosság változása | Lakosság változása | Lakosság változása | Lakosság változása | Lakosság változása | Lakosság változása | Lakosság változása | Lakosság változása | Lakosság változása |
| ------------------ | ------------------ | ------------------ | ------------------ | ------------------ | ------------------ | ------------------ | ------------------ | ------------------ | ------------------ | ------------------ | ------------------ | ------------------ | ------------------ | ------------------ | ------------------ |
| 1857               | 1869               | 1880               | 1890               | 1900               | 1910               | 1921               | 1931               | 1948               | 1953               | 1961               | 1971               | 1981               | 1991               | 2001               | 2011               |
| 280                | 294                | 305                | 323                | 368                | 362                | 322                | 353                | 251                | 236                | 236                | 166                | 120                | 112                | 29                 | 19                 |

## Nevezetességei
A IV. Flavius Antoninianus legio katonájának, Aurelius Nasonisnak és családtagjainak sírkőlapja a 2. és 3. század fordulójáról. Ma a zágrábi régészeti múzeumban őrzik.